# ملکه‌ها (فیلم ۲۰۱۵)
ملکه‌ها (انگلیسی: The Queens) یک فیلم عاشقانه محصول سال ۲۰۱۵ چین بر پایه رمانی با همین نام است. این فیلم به کارگردانی آنی یی و تهیه‌کنندگی آنی یی و آن ان است. در این فیلم سونگ هه-کیو، شان دو، جو چن، ویویان وو، جیانگ وو و آنی یی ایفای نقش کردند. ملکه‌ها در ۱۶ آوریل ۲۰۱۵ منتشر شد.